# Vårvinter

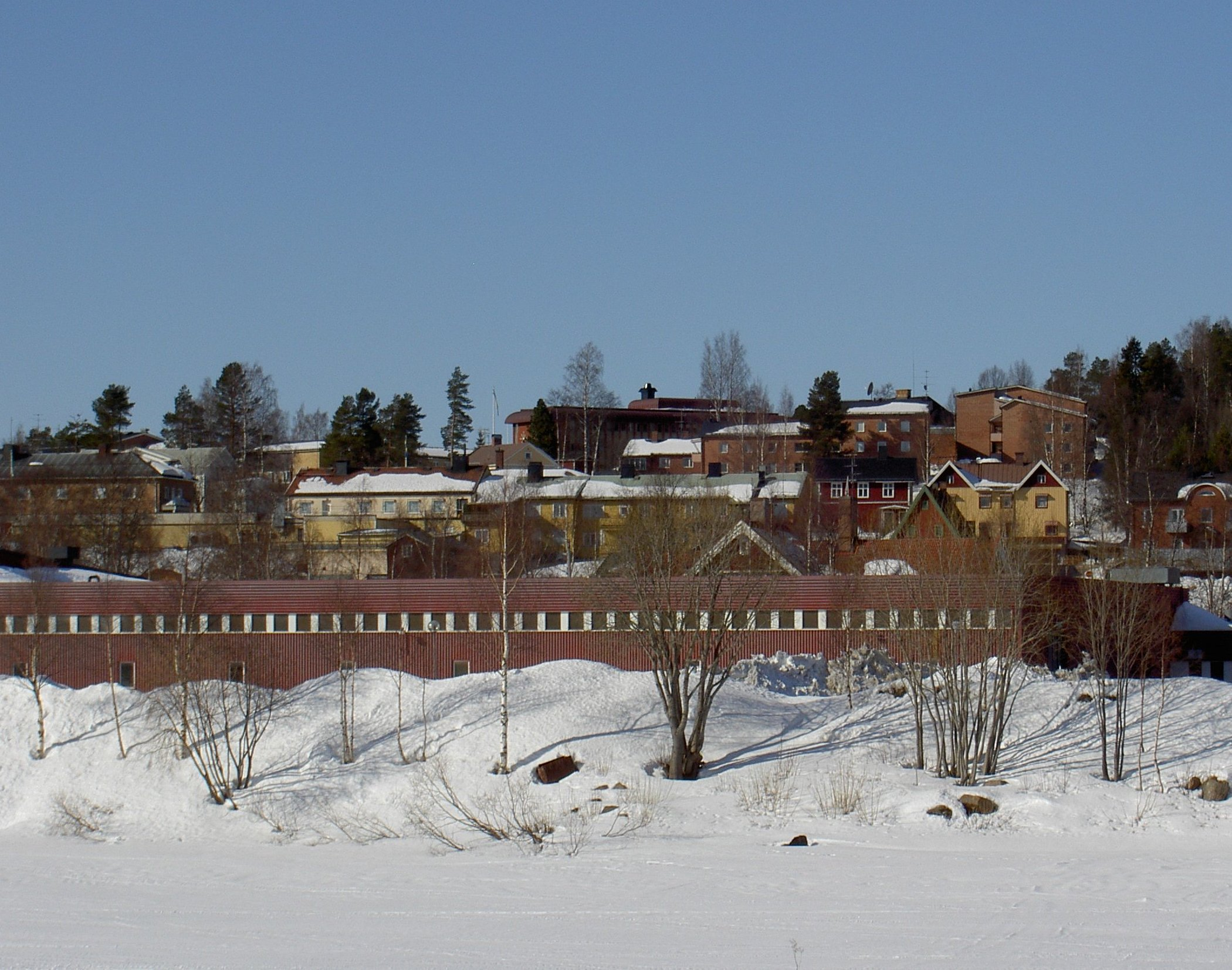
Vårvinter i Övertorneå.

Vårvinter kallas ofta de dagar som avser övergångsperioden mellan årstiderna vinter och vår. Vårvintern infaller oftast under månaden mars i Sverige och Finland. Ibland kallas den för "den femte årstiden".
Benämningen vårvinter används särskilt i områden med snötäckta ytor, plusgrader på dagarna, minusgrader om nätterna (dagsmeja), och solljus som uppfattas som kraftigare när det reflekteras mot snön. När snön tinar dagtid och sedan fryser till nattetid bildas skare.
Antagligen kommer ordet från Finland där såväl vårsommar, höstsommar och höstvinter används för övergångsårstiderna, i tillägg till vårvinter.